# Генріх Юрс
Генріх Юрс (нім. Heinrich Jürs; 17 січня 1897, Гамбург — 28 квітня 1945, Пфлах) — німецький офіцер, группенфюрер СС, генерал-лейтенант військ СС і поліції.

## Біографія
Учасник Першої світової війни. Член НСДАП (квиток №575 102) і СС (посвідчення №11 362). З 20 березня 1935 по 31 грудня 1936 року — командир 14-го абшніту СС (Бремен), з 14 листопада 1938 по 1 січня 1943 року — 32-го абшніту СС (Аугсбург). З жовтня 1940 по 15 січня 1941 року — начальник 2-го управління Головного управління СС, яке займалось питаннями комплектування. З 15 березня 1943 року — начальник управлінської групи «В» (комплектування) Головного управління СС. Одночасно з 27 вересня по 11 жовтня 1944 року виконував обов'язки командира 29-ї гренадерської дивізії військ СС. Загинув у бою.

## Звання
- Штурмфюрер СС (30 січня 1933)
- Оберштурмфюрер СС (3 вересня 1934)
- Штурмгауптфюрер (24 грудня 1934)
- Штурмбаннфюрер СС (12 квітня 1934)
- Оберштурмбаннфюрер СС (17 червня 1934)
- Штандартенфюрер СС (20 березня 1935)
- Оберфюрер СС (30 січня 1936)
- Бригадефюрер СС (30 січня 1939)
- Генерал-майор (30 січня 1942)
- Группенфюрер СС і генерал-лейтенант поліції (21 червня 1943)
- Генерал-лейтенант військ СС (1 липня 1944)

## Нагороди
- Залізний хрест 2-го і 1-го класу
- Нагрудний знак «За поранення» в чорному
- Почесний хрест ветерана війни з мечами
- Почесний кут старих бійців
- Кільце «Мертва голова»
- Почесна шпага рейхсфюрера СС
- Хрест Воєнних заслуг 2-го і 1-го класу з мечами